# Eusebio di Cesarea
Eusebio di Cesarea (Cesarea marittima, 260 – Cesarea marittima, 339) è stato un vescovo e scrittore greco antico. Fu consigliere e biografo dell'imperatore romano Costantino I.
È venerato come santo dalla Chiesa ortodossa siriaca.

## Biografia
Eusebio nacque intorno al 260, probabilmente a Cesarea marittima, dove poi visse per gran parte della sua vita. Studiò sotto l'erudito Panfilo; nelle sue opere si firma infatti «Eusebio di Panfilo» (Εὐσέβιος τοῦ Παμφίλου, Eusèbios toû Pamphìlou), a indicare un profondo legame di affetto oppure un'adozione. Panfilo aveva studiato l'opera di Origene di Alessandria, il quale aveva vissuto circa vent'anni di esilio a Cesarea e vi aveva fondato una scuola teologica e aperto una biblioteca. Panfilo aveva curato e ampliato l'una e l'altra. Tramite Panfilo, quindi, Eusebio conobbe e studiò l'opera di Origene.
Nel corso delle persecuzioni di Diocleziano Panfilo fu arrestato; trascorse tre anni in carcere prima di essere messo a morte, nel 310. Eusebio, che aveva assistito in carcere il proprio maestro e aveva collaborato con lui nella stesura dell'Apologia di Origene, dovette fuggire dopo la sua morte. Trascorse alcuni anni a Tiro e in Egitto, dove compose una biografia del suo maestro in tre libri, andata perduta. Terminate le persecuzioni, nel 313 Eusebio fu eletto vescovo di Cesarea, carica che mantenne fino alla morte.
Abbracciò una concezione della Trinità, diffusa in Siria, secondo cui il Figlio era subordinato al Padre. Il suo approccio lo portò a simpatizzare con Ario, predicatore alessandrino di formazione antiochena che, nella sua dottrina, aveva accentuato la posizione subordinata del Figlio, sino a considerarlo non co-eterno rispetto al Padre.
Quando nel 318 Ario fu scomunicato dal patriarca Alessandro, Eusebio lo accolse presso di sé. La sua condotta fu condannata dal sinodo di Antiochia nel 325. Tuttavia nello stesso anno Eusebio partecipò al Concilio di Nicea, convocato dall'imperatore Costantino I proprio per risolvere la controversia ariana, svolgendo un ruolo da protagonista. Al concilio l'imperatore Costantino sollecitò i convenuti a raggiungere un accordo su una concezione comune della natura di Cristo. Eusebio fu incaricato della stesura materiale di tale concezione. Nella formulazione del concilio, Cristo fu definito come «Dio da Dio, Luce da Luce, Vita da Vita». A tale definizione furono aggiunte successivamente le attribuzioni «Dio vero da Dio vero» e «generato, non creato, della stessa sostanza del Padre». Quest'ultima proposizione conteneva il concetto di homooùsios (consustanziale). Il termine, non attestato nelle Sacre Scritture, presentava qualche difficoltà, anche nella traduzione in latino, e non fu bene accolto dai fautori dell'arianesimo presenti al concilio. Le pressioni dell'imperatore sull'assemblea, tuttavia, portarono i vescovi, tra cui Eusebio, a firmare i decreti. Dopo il Concilio di Nicea (325) svoltosi nel palazzo imperiale, Eusebio fu uno di quelli che si adoperarono maggiormente a screditare e a combattere i difensori della consustanzialità tra il Padre e il Figlio, dogma cristiano affermato al termine, nel Simbolo niceno-costantinopolitano.
Nonostante ciò, negli anni successivi Eusebio riprese ad operare a favore di Ario e dei suoi sostenitori; nel 335 fu fautore della condanna del massimo oppositore di Ario, Atanasio di Alessandria. Successivamente fu invitato alla corte dell'imperatore Costantino, di cui divenne consigliere e biografo. Nella sua vasta produzione letteraria, pubblicò la biografia di Costantino nel 337, dopo la morte dell'imperatore. Negli ultimi tre libri della sua Historia Ecclesiastica raccontò i fatti dal 303 al 324 celebrando il culmine ideale della storia della Chiesa nell'imperatore, che concesse la libertà di culto ai cristiani.

## Opere

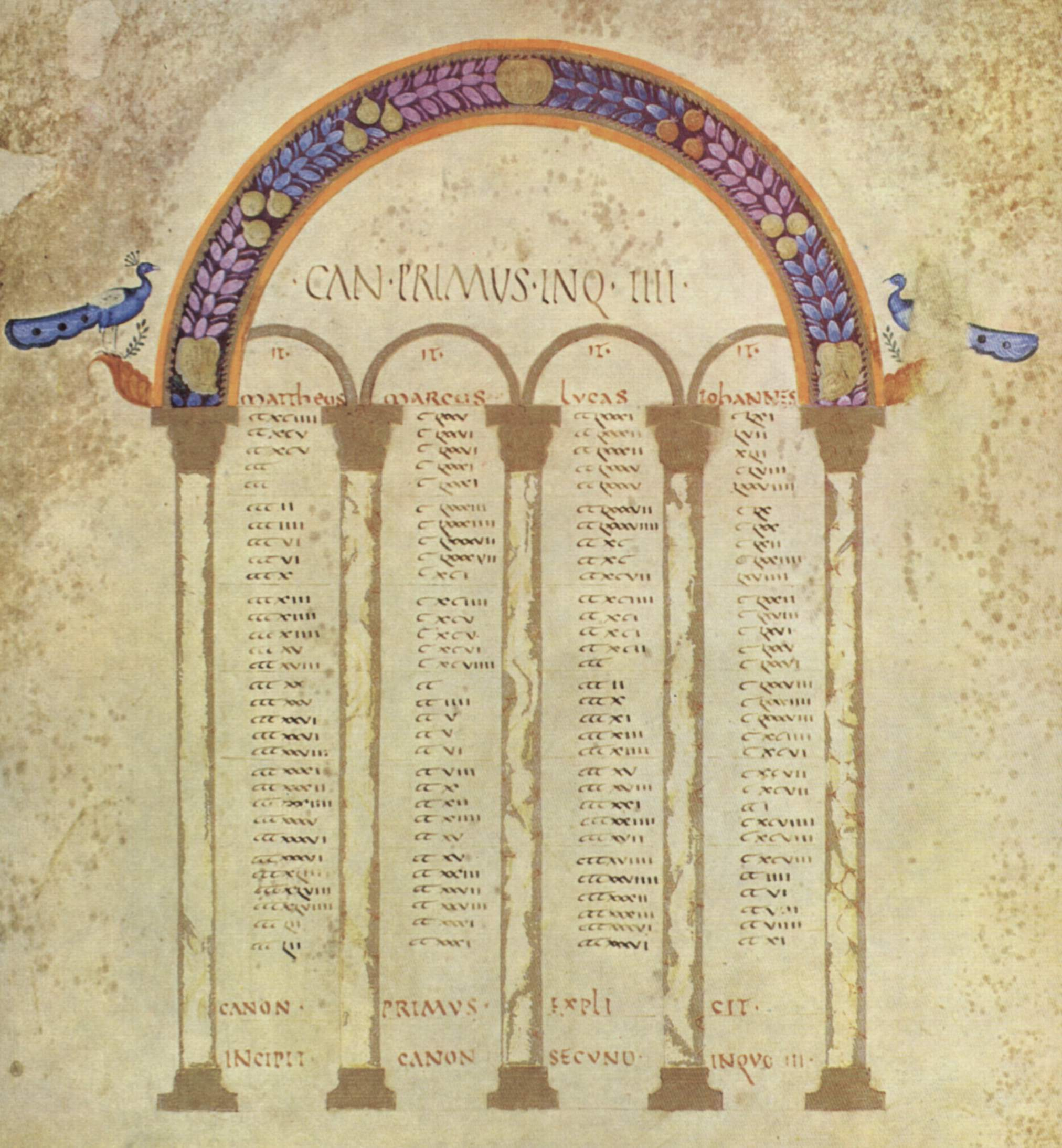
Tavole di concordanza. Il sistema delle tavole di concordanza fu messo a punto da Eusebio.

Eusebio fu il vescovo più erudito della sua epoca: oratore, esegeta, apologista, teologo e storico, topografo e bibliofilo. Va ricordata anche la sua attività di reperimento e collezione di fonti letterarie ed archivistiche.
Della sua vastissima produzione letteraria si ricordano la Cronaca (Chronicon), che venne considerata un archetipo per tutte le opere cronologiche seguenti, la Storia ecclesiastica, che tratta dei primi secoli dello sviluppo del Cristianesimo, dalla costituzione della Chiesa sino alla vittoria di Costantino su Licinio (324) e l'Onomasticon (Περὶ τῶν τοπικῶν ὀνομάτων τῶν ἐν τῇ ϑείᾳ γραϕῇ, Onomastico o libro “dei luoghi”) composta prima dell’anno 320, presumibilmente negli anni che vanno dal 292 al 320. Successivamente fu tradotta da Sofronio Eusebio Girolamo  negli anni 389-391.. Nella stesura della Cronaca utilizzò, per quanto riguarda la storia dell'Egitto, le opere di Manetone ora perdute. Dalla prefazione dell'Onomasticon, si apprende che Eusebio aveva pubblicato anche alcune opere andate perdute: i Nomi dei popoli della Bibbia, uno scritto sull'antico Israele con la divisione delle Dodici tribù e una Pianta di Gerusalemme e del Tempio. Quest'opera di Eusebio fu parzialmente riutilizzata alcuni secoli dopo dai compilatori dei toponimi presenti nella carta di Madaba (fine VI o inizio VII secolo). Eusebio mise a punto un sistema di dieci tavole-canoni, note come Tavole canoniche o Tavole di concordanza, ove si raffrontano i passi uguali dei quattro vangeli: una tabella con l'episodio (es. il battesimo) indica il riferimento alla sezione interessata di ogni vangelo, con centinaia di sezioni indicate (oltre mille in area siriaca); in un foglio del Codex Rossanensis è stata rinvenuta una lettera di Eusebio a Carpiano sull'uso delle tavole.
Tra le sue opere vi è anche una biografia di Costantino, la Vita di Costantino.
Eusebio fu autore di due monumentali opere apologetiche: Praeparatio evangelica (Preparazione evangelica) e Demonstratio Evangelica (Dimostrazione evangelica), le quali rappresentano la più lunga e complessa apologetica del cristianesimo scritta in epoca tardoantica:
- Praeparatio evangelica: l'opera, in 15 libri, costituisce il frutto di una vastissima raccolta di documenti in cui i testi greci ed ebraici vengono raffrontati in modo sistematico con la cultura cristiana. Per l'enorme mole di citazioni che contiene, la Praeparatio viene considerata un cardine della letteratura storica in frammenti, accanto a Fozio di Costantinopoli e agli Excerptores costantiniani;
- Demonstratio evangelica: in 20 libri (sopravvissuti solo per metà), in cui Eusebio si propone di dimostrare la superiorità del messaggio cristiano sulla legge mosaica.

La Storia ecclesiastica rimane la sua opera più conosciuta. Essa fu continuata da tre storici greci: Teodoreto di Cirro (nel 428), Socrate scolastico e Sozomeno (questi ultimi verso il 439). Nel VI secolo Teodoro il Lettore eseguì un compendio dell'opera dei tre autori predetti.

### Dottrina
Da un punto di vista dogmatico, Eusebio assume pienamente la posizione di Origene. Come Origene egli parte dall'idea fondamentale dell'assoluta sovranità (monarchia) di Dio. Dio è il principio primo di tutti gli esseri, ma non è semplicemente una causa, perché in lui è contenuto ogni bene, da lui traggono origine tutte le forme di vita ed è la fonte di ogni virtù. Cristo possiede l'immagine di Dio ed è un raggio di luce eterna, ma la figura del raggio viene da Eusebio limitata al punto che egli esplicitamente enfatizza l'autoesistenza di Gesù.
Eusebio si dedicò ad approfondire la differenza tra le persone della Trinità e a mantenere la subordinazione origenista del Figlio rispetto al Padre, il primo dei quali non chiama mai o theós, ma theós, poiché Egli ha la divinità per partecipazione. Ma il Logos non è genetós (creato), cioè una creatura inferiore, ma gennetós (generato) in quanto ipostasi la cui generazione, per Eusebio, è avvenuta nell'eternità per opera del Padre ingenerato. Gesù è nella sua attività l'organo di Dio, il creatore della vita, il principio di ogni rivelazione di Dio, che nella sua assolutezza governa su tutto il mondo. Questo Logos divino ha assunto un corpo umano senza per questo aver subito alcuna alterazione del suo essere. Eusebio spiegava la relazione dello Spirito Santo con la Trinità in maniera simile a quella del Figlio con il Padre.
Nessun punto della dottrina di Eusebio è originale, tutto è rintracciabile in Origene. La mancanza di originalità del suo pensiero si rivela nel fatto che egli non ha mai presentato i suoi pensieri in forma sistematica.
Va tuttavia riconosciuta a Eusebio la vera e propria «invenzione» della storia ecclesiastica. Eusebio fu perfettamente consapevole di scrivere un nuovo genere di storia. Ai suoi occhi i cristiani rappresentavano una nazione ed egli sapeva di scrivere una storia nazionale. Tuttavia gli era chiaro che tale nazione aveva origini trascendenti. Benché comparsa sulla terra al tempo di Augusto, era nata in Cielo «con il primo decreto concernente Cristo stesso». Una simile nazione non combatteva guerre ordinarie: le sue battaglie erano persecuzioni ed eresie. Dietro la nazione cristiana vi era Cristo, così come vi era il demonio dietro i suoi nemici. La storia ecclesiastica inaugurata da Eusebio era necessariamente diversa dalla storia ordinaria, in quanto storia della lotta contro il demonio che tentava di corrompere la purezza della Chiesa garantita dalla successione apostolica. Eusebio trovò spunti per la sua storiografia nella storiografia ellenistico-giudaica di Flavio Giuseppe in cui già si trovano presenti l'enfasi sul passato, il tono apologetico, le digressioni dottrinali e l'esibizione di documenti.
Una storia della Chiesa cristiana basata sulla nozione di ortodossia e sulle sue relazioni con un potere persecutorio necessariamente doveva risultare diversa dalle narrazioni storiche consuete. Il nuovo tipo di esposizione adottato da Eusebio dimostrò di essere adeguato al nuovo tipo di istituzione rappresentato dalla Chiesa Cristiana. Si basava sull'autorità e non sulla libertà del giudizio di cui andavano orgogliosi gli storici pagani.

### Limiti
I limiti di Eusebio come fonte derivano dal fatto che fu il primo teologo cristiano al servizio della corte dell'imperatore romano Costantino I. Nonostante la grande influenza dei suoi lavori sugli altri, Eusebio non può essere considerato un grande storico. I suoi lavori storici sono principalmente apologetici, ma, seguendo un costume piuttosto diffuso, fu spesso incline ad alterare la realtà ("tradendo" l'apologetica propriamente detta e passando così all'apologia). Nella sua Storia ecclesiastica ad esempio afferma:
(Historia ecclesiastica, VIII, 2, 3)
Nella sua Praeparatio evangelica, Eusebio tratta in una sezione dell'uso delle menzogne (pseudos) come una "medicina" che sarebbe stato "legale ed appropriato" utilizzare. Tenendo a mente tutto ciò, risulta difficile accertare le conclusioni e la veridicità di Eusebio confrontandolo con i suoi predecessori e contemporanei. I testi degli scrittori precedenti di cronache, soprattutto Papia, che lui denigrava, ed Egesippo, sul quale invece si basava, non ci sono infatti giunti, e sopravvivono principalmente sotto forma di citazioni del loro lavoro scelte da Eusebio stesso, che può benissimo avere selezionato le parti adatte per supportare le sue tesi. Di Egesippo (in realtà l'opera è attribuibile ad un certo Ambrogio milanese) cita tra l'altro una versione in lingua latina del Bellum Iudaicum dove la figura di Gesù ha una rilevanza molto maggiore di quella della versione originale: non si sa se l'interpolazione è stata aggiunta da Eusebio stesso, oppure sia stata da lui trovata e accolta acriticamente. Per molti i suoi testi sono basati su tradizioni provenienti da cronache tardive di Egesippo in libri che sono stati perduti, citati a sua volta da Eusebio nella sua storia ecclesiastica, che in questi ambiti non è attendibile: "Nelle narrazioni di Egesippo si notano frequenti incongruenze: è un racconto leggendario con qualche nucleo di verità storica". Pensiamo al fatto che, secondo Egesippo, a Giacomo, fratello di Gesù, era permesso entrare nel santuario del tempio in cui secondo la legge di Mosè poteva entrare solo il sommo sacerdote una volta l'anno. Questo è storicamente impossibile.
Questi e altri aspetti hanno suscitato controversie. Per esempio, Jacob Burckhardt ha liquidato Eusebio come "il primo storico interamente disonesto dell'antichità".
Burckhardt non è il solo a esprimere questo parere. Tuttavia, Michael J. Hollerichis ritiene questa critica eccessiva. In un articolo in "Church History", egli afferma che a partire da Burckhardt "Eusebio è stato un bersaglio invitante per gli studiosi dell'età costantiniana, che di volta in volta lo hanno caratterizzato come un propagandista politico, un fido uomo di corte, il furbo e preparato consigliere dell'imperatore Costantino I, il grande pubblicista del primo imperatore cristiano, il primo di una lunga serie di politici ecclesiastici, l'araldo del bizantinismo, un teologo politico, un metafisico politico e un cesaropapista. È ovvio che, per lo più, queste non sono descrizioni neutrali. Gran parte degli studiosi tradizionali, talvolta con sdegno a stento trattenuto, ha considerato Eusebio una persona che metteva a rischio la sua ortodossia e forse anche la sua persona per lo zelo nei confronti dell'ambiente costantiniano". Egli conclude che "è stata spesso esagerata l'importanza dei temi politici e dei motivi politici nella vita e negli scritti di Eusebio e non gli si è resa giustizia come uomo di chiesa e studioso".
Molti hanno condiviso la valutazione di Burckhardt, ma altri, pur non esaltandone i meriti, hanno riconosciuto il valore indiscutibile dell'opera di Eusebio.
Dato lo stile di Eusebio che cercava sempre lo scontro con i suoi avversari, non devono meravigliare le accuse nei suoi confronti: il vescovo Eustazio di Antiochia lo accusò ad esempio di manipolare in maniera cripto-ariana il credo di Nicea del 325. All'interno della Storia ecclesiastica Eusebio trascrive, dichiarando di averla trovata negli archivi pubblici ed averla tradotta personalmente dal Siriaco, una lettera di Gesù indirizzata al re di Edessa.

## Edizioni
Traduzioni italiane
- Storia ecclesiastica, volume I, Collana I Classici Cristiani, Ezio Santagalli Editore, Siena, 1931
- Storia ecclesiastica e I Martiri della Palestina, testo greco con trad. e note di Mons. Giuseppe Del Ton, Desclée & C. Editori Pontifici, Roma, 1964
- Storia ecclesiastica, a cura di F. Maspero e M. Ceva, Collana Classici di Storia, Rusconi, Milano, 1979 ISBN 978-88-18-16450-3
- Sulla vita di Costantino, a cura di Luigi Tartaglia, D'Auria, 1984
- Contro Ierocle, a cura di A. Traverso, Collana Testi patristici n.137, Città Nuova, 1997 ISBN 88-311-3137-0
- Teologia ecclesiastica, a cura di F. Migliore, Collana Testi patristici n.144, Città Nuova, 1998 ISBN 88-31-13144-3
- Storia della Chiesa, a cura di L. Tescaroli, Collana Padri della Chiesa, Edizioni Dehoniane, 1999 ISBN 88-396-0804-4
- Dimostrazione evangelica, trad. e introduzione di P. Carrara, Collana Letture cristiane del primo millennio n.29, Paoline Editoriale Libri, 2000 ISBN 88-315-1933-6
- Vita di Costantino, trad. di L. Tartaglia, Collana Quaderni di Koinonia n.8, M. D'Auria, 2001 ISBN 88-7092-184-0
- Storia ecclesiastica, volume 1, a cura di F. Migliore, trad. di F. Migliore e S. Borzi, Collana Testi patristici n.30, Città Nuova, 2001 ISBN 88-311-3158-3
- Storia ecclesiastica, volume 2, a cura di A. Quaquarelli, trad. di F. Migliore e G. Lo Castro, Collana Testi patristici n.31, Città Nuova, 2001 ISBN 88-311-3159-1
- Commento ai Salmi (1-71), volume I, a cura di M. B. Artioli, Collana Testi patristici, Città Nuova, 2004 ISBN 88-311-3176-1
- Commento ai Salmi, volume II, a cura di M. B. Artioli, Collana Testi patristici, Città Nuova, 2004 ISBN 88-311-3177-X
- Elogio di Costantino. Discorso per il trentennale. Discorso regale, a cura di M. Amerise, Collana Letture cristiane del primo millennio n.38, Paoline Editoriale Libri, 2005 ISBN 88-315-2973-0
- Dimostrazione evangelica, volume I, Collana Testi patristici n.201, Città Nuova, 2008 ISBN 978-88-311-8201-0
- Dimostrazione evangelica, volume II, Collana Testi patristici n.202, Città Nuoca, 2008 ISBN 978-88-311-8202-7
- Dimostrazione evangelica, volume III, a cura di F. Migliore, Collana Testi patristici n.203, Città Nuova, 2008 ISBN 978-88-311-8203-4
- Vita di Costantino, a cura di Laura Franco. Testo greco a fronte, introd. di Laura Franco, Collana Classici greci e latini, BUR, Milano, 2009 ISBN 978-88-17-02906-3
- Preparazione evangelica, volume I, Collana Testi patristici, Città Nuova, 2012 ISBN 978-88-311-8224-9
- Preparazione evangelica, volume II, Collana Testi patristici, Città Nuova, 2012 ISBN 978-88-311-8225-6
- Preparazione evangelica, volume III, Collana Testi patristici, Città Nuova, 2012 ISBN 978-88-311-8225-6
- Domande e risposte sui Vangeli, Milano, Paoline, 2018 ISBN 978-88-315-5014-7